# Javni prijevoz u Osijeku
Javni prijevoz u Osijeku čini mreža tramvajskih i autobusnih linija te taksi vozila. Glavninu javnog prijevoza obavlja Gradski prijevoz putnika Osijek (GPP), koji je operator tramvajskog i autobusnog prijevoza, dok promet taksijima obavlja više tvrtki.

## Tramvajski prijevoz
Tramvajski prijevoz u Osijeku postoji od 1884. godine, kada je s radom krenuo konjski tramvaj. Elektrifikacija mreže obavljena je 1926. godine. Danas se prijevoz odvija na dvije linije, ukupne duljine oko 30 kilometara.

### Tramvajske linije
- 1: Zeleno Polje – Višnjevac
- 2: Trg Ante Starčevića – Bikara

### Vozni park
Vozni park trenutačno se sastoji od 24 tramvaja, od čega je većina vozila, njih 17, tipa Tatra T3R.PV, dok ostatak čine vozila Düwag GT-6.

## Autobusni prijevoz
Autobusni prijevoz u Osijeku uveden je 1912. godine, kad je privatni poduzetnik Josip Ehrendiener dobio obrtnu dozvolu za obavljanje gradskog autobusnog prijevoza najprije s dva, a potom s tri autobusa, točnije tadašnjih omnibusa. Iako je zbog njihove bučnosti te posljedične tréšnje zgrada i oštećivanja cesta gradska uprava imala donekle odbojan stav prema autobusima, ipak je izdala dozvolu, a 1913. godine i izradila Statut za javni prijevoz za automobile - omnibuse, sve kako bi spriječila monopol Dioničkog društva za tramvaj, s kojim je bila u nesuglasicama. U takvoj situaciji autobusi su trebali biti tek privremeno rješenje dok grad ne uvede električne tramvaje. Gradski autobusi danas prometuju na osam gradskih i prigradskih linija.

### Autobusne linije
- 1: Jug II – Kanižlićeva – Opus Arena – Vijenac Petrove Gore
- 2: Ul. Hrvatske Republike – Retfala
- 3: Čepin 3-4 – MIO – Industrijska zona Nemetin – Tenja 4-3
- 4: Briješće – Tenja 4-3
- 5: Josipovac – Bijelo Brdo
- 6: Ivanovac – Tvrđavica
- 7: Drinska – Uske njive – Drinska
- 8: Jug II – KBC Osijek – Jug II

### Vozni park
Vozni park trenutačno broji 32, pretežno niskopodna autobusa marke MAN.

## Prigradska željeznica
Kao pojačanje tramvajskom i autobusnom prijevozu, ŽTP Osijek pokrenuo je dana 10. rujna 1984. prigradsku željezničku liniju na relaciji Josipovac – Sarvaš, dugoj 23,5 kilometra, a koju su vlakovi prelazili u pola sata.  Iako se pokazala prihvatljivim rješenjem, zbog financijskih poteškoća nije se uspjela razviti te je ubrzo ukinuta.

## Vanjske poveznice
- Službene stranice GPP-a (hrv.)